# ZeroZone
ZeroZone è un videogioco del tipo punta e clicca in cui il giocatore assume la posizione del principale personaggio Stan, che deve svelare la verità sulla morte di suo padre. È stato sviluppato dalla Cryo Interactive e pubblicato dalla R&P Electronic Media nel 1998.

## Trama
Lo scenario di gioco è futuristico. Anno 2098, gli abitanti del pianeta sono divisi in Bio e Cyber. Questi ultimi essendo "automi" antropomorfi vengono utilizzati dai Bio per diversi compiti, ma in generale i Cyber maschili vengono utilizzati nelle industrie, mentre i Cyber femminili vengono usati per "servire". Il personaggio impersonato dal giocatore è Stan Gonzo, un giovane uomo a capo di una società chiamata Kanary. La Kanary è una società che si occupa di cyber-tecnologia elemento importantissimo per lo sviluppo della storia. Stan viene chiamato a dirigere l'azienda dopo la misteriosa morte del padre. 
Quando il gioco prende inizio il giocatore, con visuale in prima persona, è seduto sulla poltrona dell'ufficio della Kanary, società di famiglia situata a "MegaTown". Tramite un innovativo videotelefono la segretaria della Hall gli comunica che l'agente Ridley vuole parlargli in merito alla morte del padre. 
La storia si articola su tale investigazione ma non solo. Si incontrano personaggi curiosi e si devono visitare più di un pianeta e satellite.
L'avventura porta a modificare per sempre le relazioni tra Bio e Cyber.

## Modalità di gioco
ZeroZone prevede una interfaccia di gioco semi 3D nella quale gli spostamenti vengono effettuati con una soluzione "punta e clicca". Il personaggio ha una visuale completa: tramite lo spostamento del mouse può girare orizzontalmente di 360 gradi. Si possono effettuare degli screenshot tramite una macchina fotografica che salvano i file in una cartella all'interno del computer.
Fondamentalmente ZeroZone è un gioco di abilità nel quale bisogna risolvere molti enigmi, ed in piccola parte diventa di azione quando si deve sparare ai nemici.
I posti da visitare sono molteplici e si può comunicare con quasi tutti i personaggi di gioco.

## Personaggi
Al Gonzo, Stan Gonzo ed Agente Bradley